# Lista de sinfonias em dó maior
Sinfonias em Dó maior (C), contém todas as sinfonias (do grego "[συμφωνία]": "muitos sons juntos") na tonalidade de dó maior escritas por compositores destacados (ainda que sejam obras poucos conhecida).
| Compositor              | Sinfonia |
| ----------------------- | --- |
| Carl Friedrich Abel     | - Sinfonia op. 10/4 |
| Kurt Atterberg          | - Sinfonia nº 6 |
| Mili Balakirev          | - Sinfonia nº 1 (1864-1866) |
| Arnold Bax              | - Sinfonia nº 6 (1934) |
| Ludwig van Beethoven    | - Sinfonia nº 1, op. 21 (1800) |
| Franz Berwald           | - Sinfonia nº 3, "Singulière" |
| Georges Bizet           | - Sinfonia em dó (1855) |
| Havergal Brian          | - Sinfonia nº 7 - Sinfonia nº 13 - Sinfonia nº 27 |
| Luigi Boccherini        | - Sinfonia G. 495, op. 21/3 (1775) - Sinfonia G. 505, op. 12/3 (1771) - Sinfonia G. 515, op. 37/1 (1786) - Sinfonia G. 519, op. 41 (1788) |
| William Boyce           | - Sinfonia op. 2/3 |
| Paul Dukas              | - Sinfonia em Dó (1896) |
| Joseph Haydn            | - Sinfonia nº 2 (1764) - Sinfonia nº 7, Le Midi (1761) - Sinfonia nº 9 (1762) - Sinfonia nº 20 (1766) - Sinfonia nº 25 (1766) - Sinfonia nº 30, Alleluia de (1765) - Sinfonia nº 32 (1766) - Sinfonia nº 33 (1767) - Sinfonia nº 37 (1758) - Sinfonia nº 38 , Echo (1769) - Sinfonia nº 41 (1770) - Sinfonia nº 48 , Maria Theresa (1769) - Sinfonia nº 50 (1773) - Sinfonia nº 56 (1774) - Sinfonia nº 60 , Il distratto (1774) - Sinfonia nº 63, A Roxelane (1781) - Sinfonia nº 69, Laudon (1779) - Sinfonia nº 82 , The Bear (1786) - Sinfonia nº 90 (1788) - Sinfonia nº 97 (1792) |
| Michael Haydn           | - Sinfonia nº 1 , MH 23, Perger 35 (1758?) - Sinfonia nº 2, MH 37, Perger 2 (1761) - Sinfonia nº 8, MH 64, Perger 4 (1764) - Sinfonia nº 18, MH 188, Perger 10 (1773) - Sinfonia nº 20, MH 252, Perger 12 (1777) - Sinfonia nº 28, Opus 1 nº 3, Perger 19, MH 384 - Sinfonia nº 39, MH 478, Perger 31 (1788) |
| Joseph Martin Kraus     | - Sinfonia em dó maior de violino obrigado, VB 138 - Sinfonia VB 139 - Sinfonia "Singmarinen 4", VB Anhang 10 |
| Wolfgang Amadeus Mozart | - Sinfonia nº 9 , K. 73 - Sinfonia nº 16, K. 128 (1772) - Sinfonia nº 22, K. 162 (1773) - Sinfonia nº 28 em dom maior, K. 200 (1774) - Sinfonia nº 34 em dom maior, K. 338 (1780) - Sinfonia nº 36 em dom maior, K. 425 "Linz" (1783) - Sinfonia nº 41 em dom maior, K. 551 "Jupiter" (1788) |
| Serguei Prokofiev       | - Sinfonia nº 4, versão original, op. 47 (1930) - Sinfonia nº 4, versão revisada, op. 112 (1947) |
| Franz Schubert          | - Sinfonia nº 6, D. 589 - Sinfonia nº 9, D. 944 "A Grande" (1828) |
| Robert Schumann         | - Sinfonia nº 2, op. 61 (1846) |
| Dmitri Shostakovitch    | - Sinfonia nº 7, op. 60 "Leningrad" (1942) |
| Jean Sibelius           | - Sinfonia nº 3, op. 52 (1907) - Sinfonia nº 7, op. 105 (1924) |
| Ígor Stravinski         | - Sinfonia em Dó (1940) |
| Ludwig Spohr            | - Sinfonia nº 7 em dó maior |
| Richard Wagner          | - Sinfonia em dó maior |
| Carl Maria von Weber    | - Sinfonia nº 1 em dó maior, op. 19, J. 50 |

1. 1 2 3  «As melhores sinfonias de todos os tempos». Valor Econômico. Consultado em 25 de julho de 2022